# Ксьонжкі
Ксьонжкі (пол. Książki, нім. Hohenkirch) — село в Польщі, у гміні Ксьонжки Вомбжезького повіту Куявсько-Поморського воєводства.
Населення — 1960 осіб (2011).
У 1975-1998 роках село належало до Торунського воєводства.

## Демографія
Демографічна структура станом на 31 березня 2011 року:
|          | Загалом | Допрацездатний вік | Працездатний вік | Постпрацездатний вік |
| -------- | ------- | ------------------ | ---------------- | -------------------- |
| Чоловіки | 980     | 209                | 688              | 83                   |
| Жінки    | 980     | 212                | 574              | 194                  |
| Разом    | 1960    | 421                | 1262             | 277                  |